# Мяелооґа
Мя́елооґа (ест. Mäelooga küla) — село в Естонії, у волості Елва повіту Тартумаа.

## Населення
Чисельність населення на 31 грудня 2011 року становила 51 особу.

## Історія
До 24 жовтня 2017 року село входило до складу волості Палупера повіту Валґамаа.